# Ann Leckie
Ann Leckie (ur. 2 marca 1966 w Toledo w stanie Ohio) – amerykańska pisarka, twórczyni literatury science fiction i fantasy.
Za swój debiut powieściowy Zabójcza sprawiedliwość otrzymała najważniejsze nagrody literackie w dziedzinie fantastyki: Nebulę, Hugo, Nagrodę im. Arthura C. Clarke’a, Nagrodę BSFA, Nagrodę Locusa za debiut, British Fantasy Award i Kitschies Award. Jej druga powieść Zabójczy miecz została uhonorowana nagrodami Locusa i BSFA oraz była nominowana do Hugo i Nebuli. Za trzecią powieść Ancillary Mercy zdobyła Nagrodę Locusa, a także nominacje do Hugo i Nebuli. 
W 1989 ukończyła studia z zakresu muzyki na Washington University in St. Louis. Jest mężatką i ma dwoje dzieci. Mieszka w Saint Louis.

## Publikacje

### CyklImperium Radch
- Zabójcza sprawiedliwość (Ancillary Justice, powieść 2013; wydanie polskie 2015)
- Zabójczy miecz (Ancillary Sword, powieść 2014; wydanie polskie 2016)
- Ancillary Mercy (powieść, 2015)
- Night's Slow Poison (opowiadanie, 2012)
- She Commands Me and I Obey (opowiadanie, 2014)
- Provenence (powieść, 2017)

### Inne powieści
- The Raven Tower (2019)

### Opowiadania
- Hesperia and Glory (2006)
- How I Found God (2006)
- Bury the Dead (2007)
- The Snake's Wife (2007)
- The God of Au (2008)
- Clickweed (2008)
- Marsh Gods (2008)
- The Nalendar (2008)
- Needle and Thread (wraz z Rachel Swirsky(inne języki); 2008)
- The Sad History of the Tearless Onion (2009)
- The Endangered Camp (2009)
- The Unknown God (2010)
- Maiden, Mother, Crone (wraz z Rachel Swirsky; 2010)
- Saving Bacon (2014)
- The Creation and Destruction of the World (2015)
- Sheep Among Easter Werewolves (2015)
- Another Word for World (2015)

### Nowela
- Beloved of the Sun (2010)

### Esej
- „Warum schreiben Sie eigentlich Science Fiction?” (2015)

### Redakcja magazynu
- Giganotosaurus (2010-2014)